# Branxton (Australia)
Branxton – miasto w Australii, w stanie Nowa Południowa Walia, w regionie Hunter.